# Deutsches Auswandererhaus
Deutsches Auswandererhaus is een museum in Bremerhaven in Noord-West-Duitsland. Het hoofdonderwerp is de emigratie van Duitsers en mensen uit Oost-Europa van Bremerhaven naar de Verenigde Staten in de 19e eeuw.
Het museum bestaat sinds 2005. Het gebouw ligt in de nieuwe haven welke in 1852 in gebruik werd genomen. Van hieruit vertrokken zo’n 1,2 miljoen mensen naar Noord-Amerika tot 1890. Vanuit Bremerhaven emigreerden in totaal 7,2 miljoen mensen tussen 1830 en 1974. Havenstad Hamburg was een belangrijke concurrent van waaruit ook veel emigranten vertrokken. De Norddeutscher Lloyd was de belangrijkste rederij voor het vervoer van de emigranten vanuit Bremen en de Hamburg-America Line voor Hamburg.
Sinds 2012 is er een nieuw gebouw over de immigratie van andere landen naar Duitsland. Dit is het enige museum in Duitsland dat zich met dit onderwerp bezighoudt.
In het museum neemt de bezoeker via een audioguide de identiteit van een emigrant over en gaat langs mensen aan een kade via een trap op een 'schip'. Op het schip zijn er hutten en andere kamers uit verschillende decennia en voor verschillende klassen. Later komt de bezoeker bij Ellis Island in 'Amerika' aan en leert bijvoorbeeld de eisen aan immigranten kennen. Andersom kan de bezoeker later naar 'Duitsland' immigreren en ziet zaken, kantoren en ook een bioscoop uit de jaren zestig en zeventig van de 20e eeuw.
In  2007 werd het museum beloond met de Europese prijs museum van het jaar.

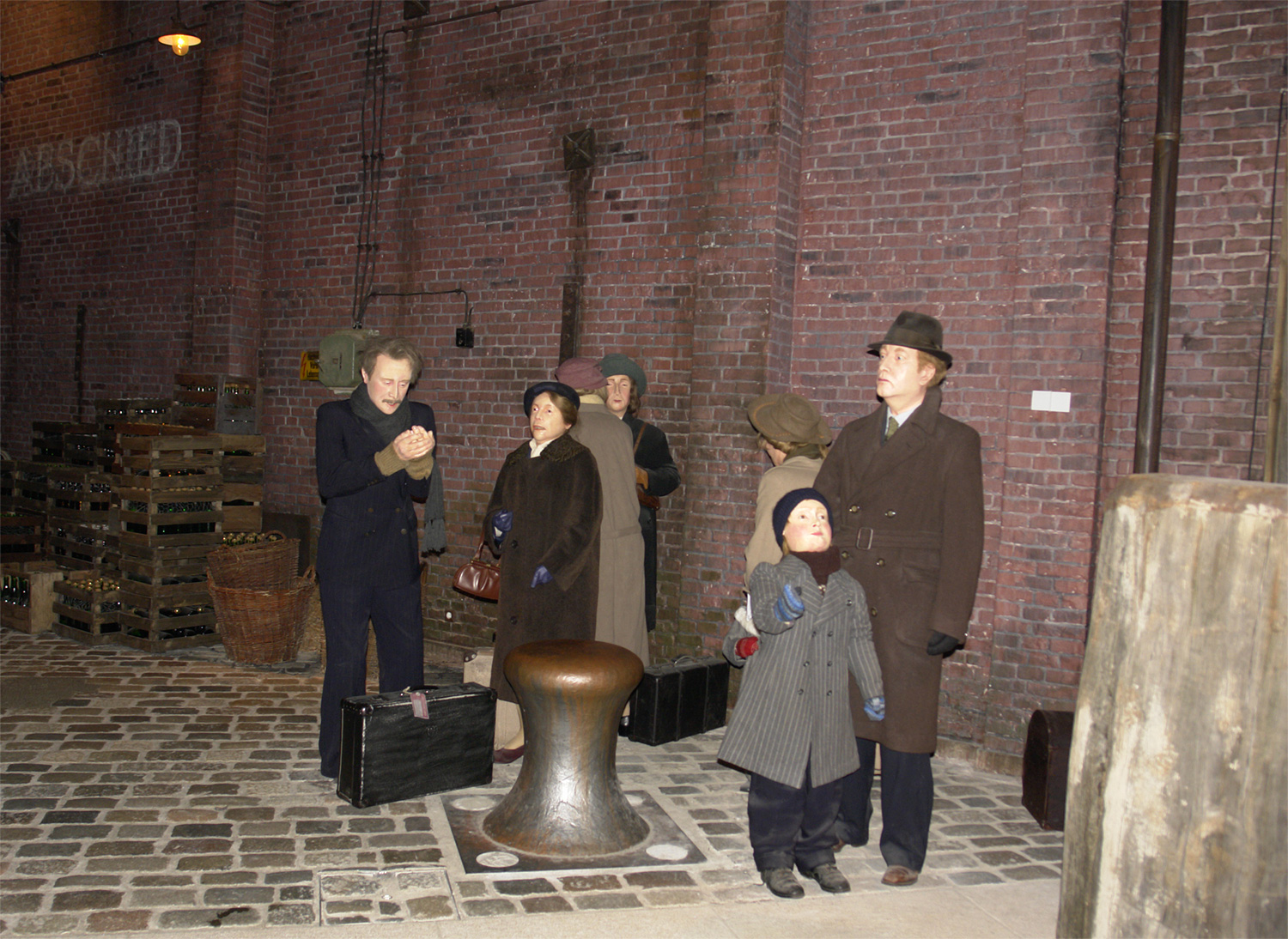
Aan de kade
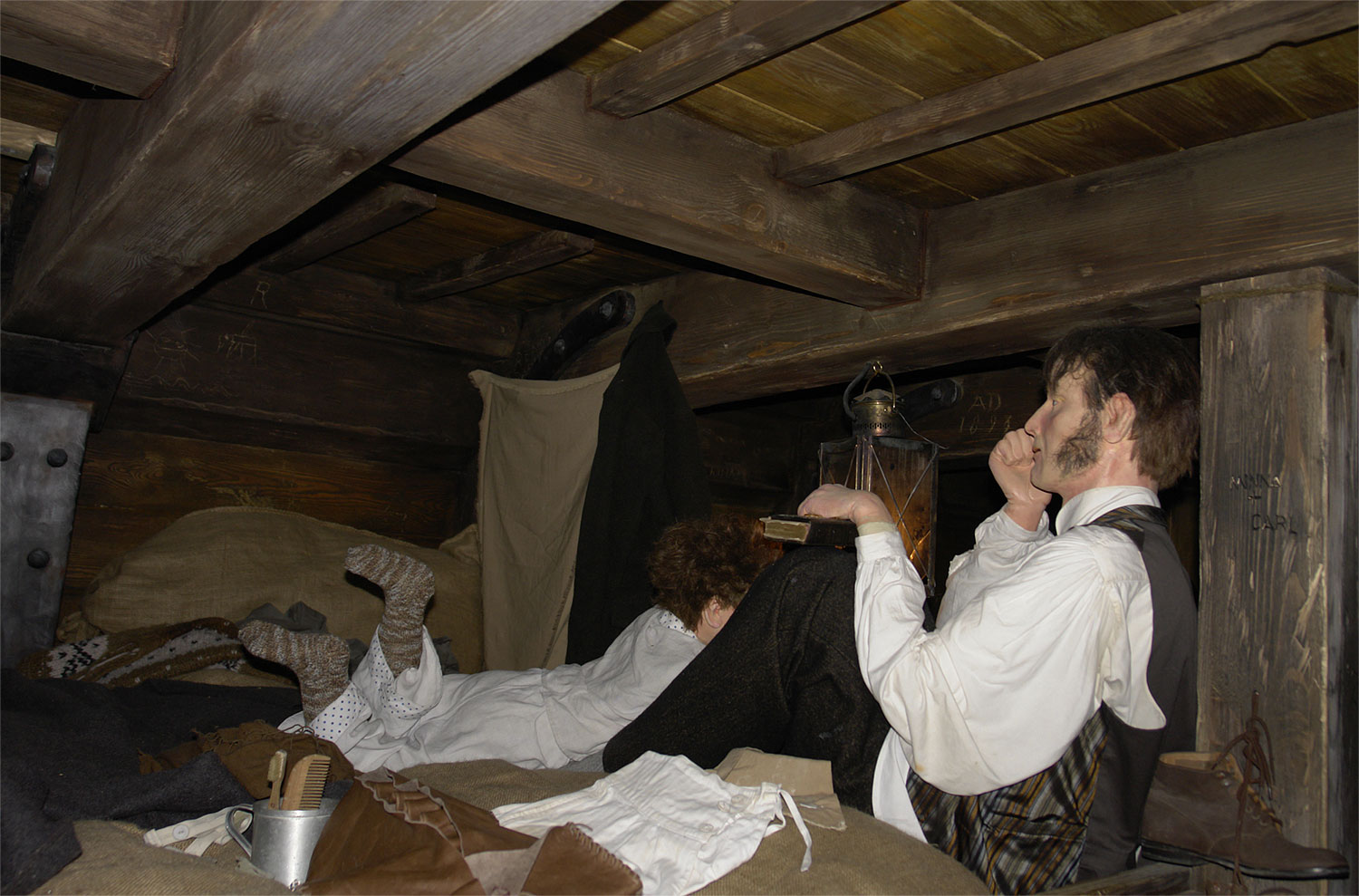
Hutten 3e klas van 1854
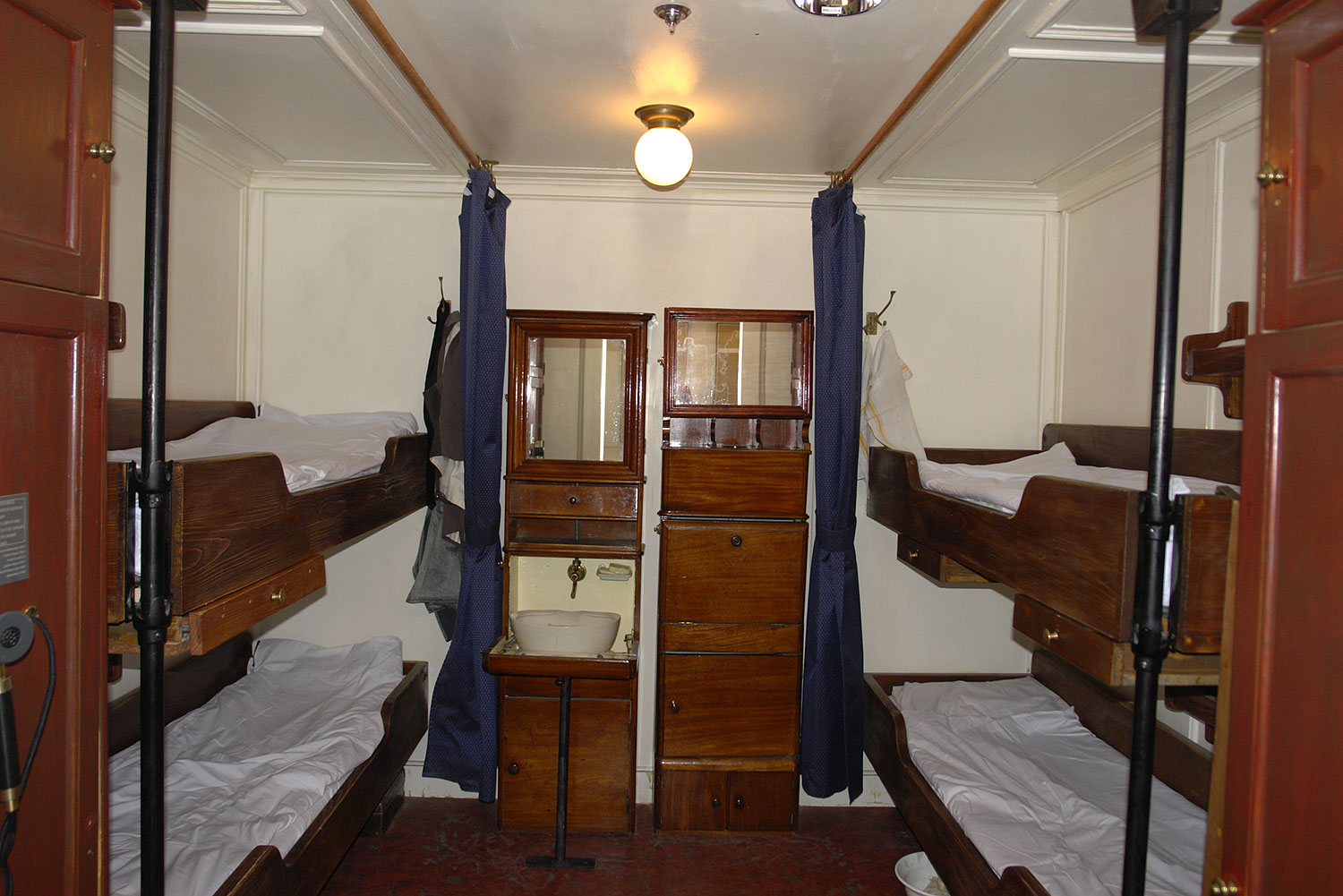
Hutten 3e klas van 1929
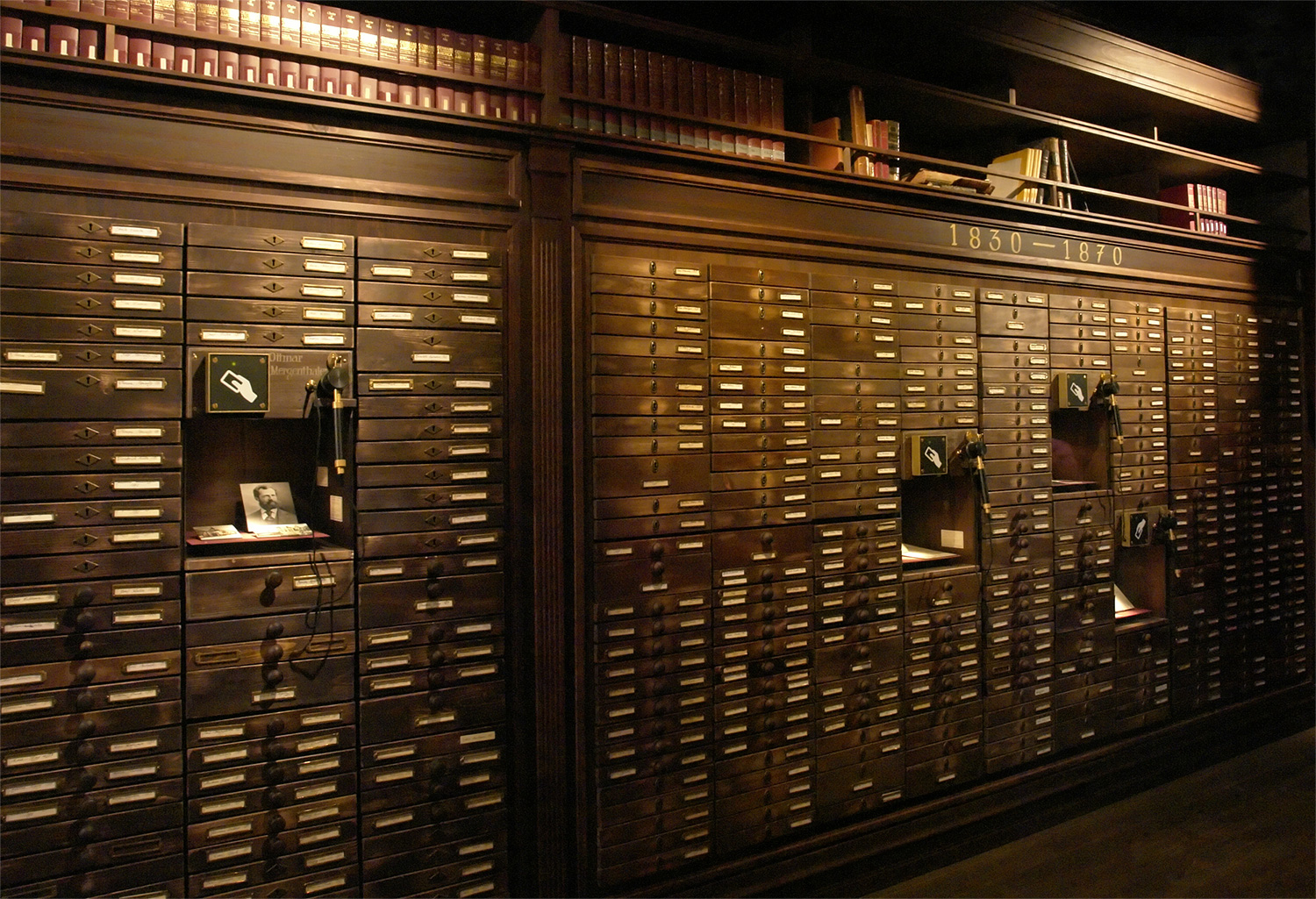
Galerij der 7 miljoen